# Saint-Paul-d'Izeaux
Saint-Paul-d'Izeaux è un comune francese di 325 abitanti situato nel dipartimento dell'Isère della regione dell'Alvernia-Rodano-Alpi.

## Società

### Evoluzione demografica
Abitanti censiti